# Santo Tomé y Príncipe en los Juegos Paralímpicos de París 2024
Santo Tomé y Príncipe estuvo representado en los Juegos Paralímpicos de París 2024 por un deportista masculino. El equipo paralímpico santotomense no obtuvo ninguna medalla en estos Juegos.